# عبد الله بن خليفة
عبد الله بن خليفة من أسرة آل بو سعيد هو عاشر من حكم زنجبار من (1960 - 1963) وهو حاصل على رتبة الإمبراطورية البريطانية ووسام القديس مايكل والقديس جورج.